# Montgomery Wilson
William Stewart Montgomery „Bud“ Wilson (* 20. August 1909 in Toronto, Ontario; † 15. November 1964 in Lincoln, Massachusetts) war ein kanadischer Eiskunstläufer und Eiskunstlauftrainer.

## Leben
Im Zeitraum von 1929 bis 1939 gewann er neun nationale Meistertitel im Herreneinzel und fünf im Paarlauf mit seiner Schwester Constance Wilson. Damit hält er den Rekord für die meisten Siege bei kanadischen Eiskunstlauf-Meisterschaften. Auf internationaler Bühne war 1932 sein erfolgreichstes Jahr. Er wurde Vize-Weltmeister hinter Karl Schäfer und gewann die Bronzemedaille bei den Olympischen Winterspielen. Bei beiden Turnieren startete er auch in der Paarlaufkonkurrenz mit seiner Schwester und erreichte den sechsten Platz bei der Weltmeisterschaft und den fünften Platz bei den Olympischen Winterspielen. Wilson fokussierte sich auf die Olympischen Jahre und nahm sonst nur selten an Turnieren teil. 1936 kam er nach vier Jahren internationaler Pause zurück und erreichte noch einmal einen fünften Platz bei der Eiskunstlauf-Weltmeisterschaft und einen vierten Platz bei Olympischen Winterspielen.
Wilson war der erste Kanadier, der im Herreneinzel eine Medaille bei Weltmeisterschaften und auch Olympischen Spielen gewinnen konnte. Damit begründete er eine lange Tradition im Eiskunstlaufsport Kanadas.
Nach seiner aktiven Sportlerkarriere arbeitete er für mehrere Jahre als Trainer beim Bostoner Eiskunstlaufverein. Er starb 1964 55-jährig.

## Ergebnisse

### Einzellauf
| Wettbewerb / Jahr          | 1924 | 1925 | 1926 | 1927 | 1928 | 1929 | 1930 | 1931 | 1932 | 1933 | 1934 | 1935 | 1936 | 1937 | 1938 | 1939 |
| -------------------------- | ---- | ---- | ---- | ---- | ---- | ---- | ---- | ---- | ---- | ---- | ---- | ---- | ---- | ---- | ---- | ---- |
| Olympische Winterspiele    |      |      |      |      | 13.  |      |      |      | 3.   |      |      |      | 4.   |      |      |      |
| Weltmeisterschaften        |      |      |      |      | 7.   |      | 4.   |      | 2.   |      |      |      | 5.   |      |      |      |
| Kanadische Meisterschaften | 2.   |      | 2.   | 2.   |      | 1.   | 1.   | 1.   | 1.   | 1.   | 1.   | 1.   |      |      | 1.   | 1.   |

### Paarlauf
(mit Constance Wilson)
| Wettbewerb / Jahr          | 1927 | 1928 | 1929 | 1930 | 1931 | 1932 | 1933 | 1934 | 1935 |
| -------------------------- | ---- | ---- | ---- | ---- | ---- | ---- | ---- | ---- | ---- |
| Olympische Winterspiele    |      |      |      |      |      | 5.   |      |      |      |
| Weltmeisterschaften        |      |      |      | 4.   |      | 6.   |      |      |      |
| Kanadische Meisterschaften | 2.   |      | 1.   | 1.   | 2.   | 1.   | 1.   | 1.   | 3.   |